# Minolta RD-175
Minolta RD-175 — профессиональный псевдополнокадровый цифровой однообъективный зеркальный фотоаппарат разработанный в 1995 году компанией Minolta ещё до слияния с фирмой Konica. Разработка была выполнена в сотрудничестве с AGFA и основывалась на популярном плёночном аппарате «Minolta DYNAX 500». Фотоаппарат выпускался также под брендом «Agfa ActionCam», ничем не отличаясь конструктивно. Высокая цена (более 5000 долларов) и несовершенство этой ранней модели не позволили завоевать рынок. Однако, на тот момент это было самое недорогое и компактное решение в этой области.

## Технические особенности
Камера могла записать примерно 114 снимков на фирменный носитель ёмкостью 131 мегабайт. Камера не имела встроенного RAW-конвертера, поэтому полученные с неё RAW-файлы (1,2 Мб/кадр, файлы других типов камера не создавала) требовали внешней конвертации в JPEG или TIFF на компьютере. Связь с ним осуществлялась по интерфейсу SCSI-2. Альтернативный вариант — считывание карты памяти при помощи специального считывателя.
1,7-мегапиксельный снимок формируется призменным цветоделительным блоком и тремя ПЗС-матрицами по 380 000 точек. Примечательно, что пара из них отвечают за зелёный канал, а ещё одна на красный и синий. Небольшой размер матриц компенсируется оптическим уменьшением поля изображения объектива, аналогичным использованному в фотоаппаратах серии «Nikon E». При физическом размере матриц 4,8×6,4 мм стандартные объективы Minolta AF работают с кроп-фактором всего 2,0×. Кроме того, из-за наличия призменной цветоделительной системы светосила любого установленного объектива ограничивается до значения f/6,7. Глубина цвета — 8 бит на канал.
RD-175 создан на базе камеры из семейства Dynax и к ней подходят все аксессуары Dynax, включая наборы объективов, фильтров и монтажных приспособлений.